# Jules Rossi
Giulio Rossi, francisé en Jules Rossi, (né le 3 novembre 1914 à Acquanera, localité de la frazione Santa Giustina de l'ancienne commune de Boccolo de' Tassi (maintenant rattachée à la commune de Bardi), dans la province de Parme et mort le 30 juin 1968 à Champigny-sur-Marne) est un coureur cycliste italien.

## Biographie

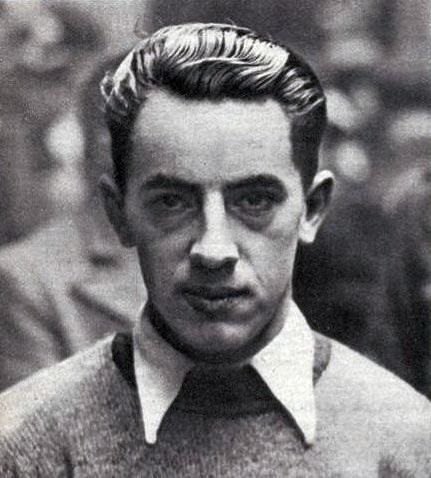
Jules Rossi en avril 1937.

Jules Rossi naît le 3 novembre 1914. En 1920, il est orphelin et s'installe avec sa famille à Nogent-sur-Seine, en France. Il commence à pratiquer le cyclisme en 1928. Il passe par le Guidon Nogentais, puis par le Vélo-Club de Levallois,, et devient professionnel en 1935.
En 1937, Jules Rossi gagne Paris-Roubaix, parcourant les 255 km en 7 h 17 min 57 s.
En 1938, en remportant Paris-Tours à 42,092 km/h de moyenne, il devient détenteur du ruban jaune du record de vitesse sur une course de plus de 200 km. Il conserve ce record 10 ans, dépossédé par Rik Van Steenbergen en 1948.  
Il remporte également le Grand Prix des Nations pendant la guerre en 1941 en zone non occupée.

## Palmarès
- 1934
  - 2e de Paris-Dieppe
- 1935
  - Paris-Troyes
  - 3e de Paris-Sedan
- 1936
  - Classement général de Paris-Saint-Étienne
  - 2e de Bordeaux-Paris
  - 5e de Paris-Roubaix
- 1937
  - Paris-Roubaix
- 1938
  - Paris-Tours
  - Grand Prix de l'Écho d'Alger
  - 6ea étape du Tour de France
  - 3e de Bordeaux-Paris
- 1939
  - 2e du Grand Prix de Marmignolles
- 1941
  - Grand Prix des Nations (zone non occupée)
  - Paris-Reims
- 1942
  - 2e du Grand Prix des Nations (zone occupée)
  - 3e de Paris-Tours
- 1943
  - Paris-Reims
  - 2e du Grand Prix des Nations
- 1944
  - 2e de Paris-Roubaix
  - 2e du Grand Prix des Nations
  - 2e du Tour de Paris

## Résultats sur les grands tours

### Tour de France
- 1937 : abandon (8e étape)
- 1938 : abandon (13e étape), 1 etape

### Tour d'Italie
- 1935 : abandon
- 1936 : abandon